# Laurent Le Boulc’h
Laurent Jean Marie Le Boulc’h (ur. 4 września 1960 w Loudéac) – francuski duchowny katolicki, w latach 2013–2023 biskup Coutances, arcybiskup metropolita  Lille od 2023.

## Życiorys

### Prezbiterat
Święcenia kapłańskie otrzymał 18 czerwca 1988 i został inkardynowany do diecezji Saint-Brieuc. Po kilkuletnim stażu wikariuszowskim przy katedrze odbył w Paryżu studia licencjackie z teologii. W latach 1993–2005 był wikariuszem biskupim ds. duszpasterstwa młodzieży, a w kolejnych latach kierował parafią w Lannion.

### Episkopat
5 września 2013 papież Franciszek mianował do biskupem ordynariuszem diecezji Coutances. Sakry udzielił mu 27 października 2013 metropolita Rouen – arcybiskup Jean-Charles Descubes.
1 kwietnia 2023 został mianowany arcybiskupem metropolitą Lille. 